# 5e étape du Tour de France 2010
Pour un article plus général, voir Tour de France 2010.
La 5e étape du Tour de France 2010 s'est déroulée le jeudi 8 juillet 2010 entre Épernay (Marne) et Montargis (Loiret) sur 187,5 km. Elle a vu la victoire au sprint du coureur britannique de la Team HTC-Columbia Mark Cavendish. Au classement général, le Suisse Fabian Cancellara conserve son maillot jaune à l'issue de cette étape.

## Sprints intermédiaires
| Premier   | José Iván Gutiérrez | 6 pts. |
| Deuxième  | Julien El Fares     | 4 pts. |
| Troisième | Jurgen Van de Walle | 2 pts. |

| Premier   | Julien El Fares     | 6 pts. |
| Deuxième  | Jurgen Van de Walle | 4 pts. |
| Troisième | José Iván Gutiérrez | 2 pts. |

| - 3. Sprint intermédiaire de Prefontaines (kilomètre 169,5) \| Premier \| José Iván Gutiérrez \| 6 pts. \| \| Deuxième \| Julien El Fares \| 4 pts. \| \| Troisième \| Jurgen Van de Walle \| 2 pts. \| |                     |        |
| Premier | José Iván Gutiérrez | 6 pts. |
| Deuxième | Julien El Fares     | 4 pts. |
| Troisième | Jurgen Van de Walle | 2 pts. |

## Côtes
| Premier   | Jurgen Van de Walle | 3 pts |
| Deuxième  | José Iván Gutiérrez | 2 pts |
| Troisième | Julien El Fares     | 1 pt  |

| Premier   | Jurgen Van de Walle | 3 pts |
| Deuxième  | José Iván Gutiérrez | 2 pts |
| Troisième | Julien El Fares     | 1 pt  |

## Classement de l'étape
| \| Classement de l'étape \| Classement de l'étape \| Classement de l'étape \| Classement de l'étape \| Classement de l'étape \| \| Coureur \| Coureur \| Pays \| Équipe \| Temps \| \| --------------------- \| --------------------- \| --------------------- \| --------------------- \| --------------------- \| \| 1er \| Mark Cavendish \| Royaume-Uni \| HTC-Columbia \| 4 h 30 min 50 s \| \| 2e \| Gerald Ciolek \| Allemagne \| Team Milram \| + 0 s \| \| 3e \| Edvald Boasson Hagen \| Norvège \| Team Sky \| + 0 s \| \| 4e \| José Joaquín Rojas \| Espagne \| Caisse d'Épargne \| + 0 s \| \| 5e \| Thor Hushovd \| Norvège \| Cervélo TestTeam \| + 0 s \| \| 6e \| Sébastien Turgot \| France \| BBox Bouygues Telecom \| + 0 s \| \| 7e \| Robbie McEwen \| Australie \| Katusha \| + 0 s \| \| 8e \| Alessandro Petacchi \| Italie \| Lampre-Farnese Vini \| + 0 s \| \| 9e \| Lloyd Mondory \| France \| AG2R La Mondiale \| + 0 s \| \| 10e \| Tyler Farrar \| États-Unis \| Garmin-Transitions \| + 0 s \| |                      |             |                       |                 |
| |                      |             |                       |                 |
| |                      |             |                       |                 |
| Classement de l'étape |                      |             |                       |                 |
| Coureur | Coureur              | Pays        | Équipe                | Temps           |
| 1er | Mark Cavendish       | Royaume-Uni | HTC-Columbia          | 4 h 30 min 50 s |
| 2e | Gerald Ciolek        | Allemagne   | Team Milram           | + 0 s           |
| 3e | Edvald Boasson Hagen | Norvège     | Team Sky              | + 0 s           |
| 4e | José Joaquín Rojas   | Espagne     | Caisse d'Épargne      | + 0 s           |
| 5e | Thor Hushovd         | Norvège     | Cervélo TestTeam      | + 0 s           |
| 6e | Sébastien Turgot     | France      | BBox Bouygues Telecom | + 0 s           |
| 7e | Robbie McEwen        | Australie   | Katusha               | + 0 s           |
| 8e | Alessandro Petacchi  | Italie      | Lampre-Farnese Vini   | + 0 s           |
| 9e | Lloyd Mondory        | France      | AG2R La Mondiale      | + 0 s           |
| 10e | Tyler Farrar         | États-Unis  | Garmin-Transitions    | + 0 s           |

## Classement général
| \| Classement général \| Classement général \| Classement général \| Classement général \| Classement général \| \| Coureur \| Coureur \| Pays \| Équipe \| Temps \| \| ------------------ \| --------------------- \| ------------------ \| ------------------ \| ------------------ \| \| 1er \| Fabian Cancellara \| Suisse \| Saxo Bank \| 22 h 59 min 45 s \| \| 2e \| Geraint Thomas \| Royaume-Uni \| Team Sky \| + 23 s \| \| 3e \| Cadel Evans \| Australie \| BMC Racing Team \| + 39 s \| \| 4e \| Ryder Hesjedal \| Canada \| Garmin-Transitions \| + 46 s \| \| 5e \| Sylvain Chavanel \| France \| Quick Step \| + 1 min 01 s \| \| 6e \| Andy Schleck \| Luxembourg \| Saxo Bank \| + 1 min 09 s \| \| 7e \| Thor Hushovd \| Norvège \| Cervélo TestTeam \| + 1 min 19 s \| \| 8e \| Alexandre Vinokourov \| Kazakhstan \| Astana \| + 1 min 31 s \| \| 9e \| Alberto Contador \| Espagne \| Astana \| + 1 min 40 s \| \| 10e \| Jurgen Van den Broeck \| Belgique \| Omega Pharma-Lotto \| + 1 min 42 s \| |                       |             |                    |                  |
| |                       |             |                    |                  |
| |                       |             |                    |                  |
| Classement général |                       |             |                    |                  |
| Coureur | Coureur               | Pays        | Équipe             | Temps            |
| 1er | Fabian Cancellara     | Suisse      | Saxo Bank          | 22 h 59 min 45 s |
| 2e | Geraint Thomas        | Royaume-Uni | Team Sky           | + 23 s           |
| 3e | Cadel Evans           | Australie   | BMC Racing Team    | + 39 s           |
| 4e | Ryder Hesjedal        | Canada      | Garmin-Transitions | + 46 s           |
| 5e | Sylvain Chavanel      | France      | Quick Step         | + 1 min 01 s     |
| 6e | Andy Schleck          | Luxembourg  | Saxo Bank          | + 1 min 09 s     |
| 7e | Thor Hushovd          | Norvège     | Cervélo TestTeam   | + 1 min 19 s     |
| 8e | Alexandre Vinokourov  | Kazakhstan  | Astana             | + 1 min 31 s     |
| 9e | Alberto Contador      | Espagne     | Astana             | + 1 min 40 s     |
| 10e | Jurgen Van den Broeck | Belgique    | Omega Pharma-Lotto | + 1 min 42 s     |

## Classements annexes

### Classement par points
| Classement par points | Classement par points | Classement par points | Classement par points | Classement par points |
| --------------------- | --------------------- | --------------------- | --------------------- | --------------------- |
|                       | Coureur               | Pays                  | Équipe                | Point(s)              |
| 1er                   | Thor Hushovd          | NOR                   | Cervélo TestTeam      | 102 points            |
| 2e                    | Alessandro Petacchi   | ITA                   | Lampre-Farnese        | 88 pts                |
| 3e                    | José Joaquín Rojas    | ESP                   | Caisse d'Épargne      | 81 pts                |
| modifier              |                       |                       |                       |                       |

### Classement du meilleur grimpeur
| Classement du meilleur grimpeur | Classement du meilleur grimpeur | Classement du meilleur grimpeur | Classement du meilleur grimpeur | Classement du meilleur grimpeur |
| ------------------------------- | ------------------------------- | ------------------------------- | ------------------------------- | ------------------------------- |
|                                 | Coureur                         | Pays                            | Équipe                          | Point(s)                        |
| 1er                             | Jérôme Pineau                   | FRA                             | Quick Step                      | 13 points                       |
| 2e                              | Sylvain Chavanel                | FRA                             | Quick Step                      | 8 pts                           |
| 3e                              | Rein Taaramäe                   | EST                             | Cofidis                         | 8 pts                           |
| modifier                        |                                 |                                 |                                 |                                 |

### Classement du meilleur jeune
| Classement général du meilleur jeune | Classement général du meilleur jeune | Classement général du meilleur jeune | Classement général du meilleur jeune | Classement général du meilleur jeune |
|                                      | Coureur                              | Pays                                 | Équipe                               | Temps                                |
| ------------------------------------ | ------------------------------------ | ------------------------------------ | ------------------------------------ | ------------------------------------ |
| 1er                                  | Geraint Thomas                       | GBR                                  | Team Sky                             | en 23 h 0 min 8 s                    |
| 2e                                   | Andy Schleck                         | LUX                                  | Team Saxo Bank                       | + 46 s                               |
| 3e                                   | Roman Kreuziger                      | CZE                                  | Liquigas-Doimo                       | + 2 min 1 s                          |
| modifier                             |                                      |                                      |                                      |                                      |

### Classement par équipes
| Classement par équipes | Classement par équipes | Classement par équipes | Classement par équipes |
|                        | Équipe                 | Pays                   | Temps                  |
| ---------------------- | ---------------------- | ---------------------- | ---------------------- |
| 1re                    | Team Saxo Bank         | Danemark               | en 69 h 3 min 10 s     |
| 2e                     | Garmin-Transitions     | États-Unis             | + 11 s                 |
| 3e                     | Team Sky               | Royaume-Uni            | + 25 s                 |
| modifier               |                        |                        |                        |

## Abandon
- Amets Txurruka (Euskaltel-Euskadi) : non-partant